# 超音波ドップラー式車両感知器
超音波ドップラー式車両感知器（ちょうおんぱドップラーしきしゃりょうかんちき）は、路面上数mの位置から超音波ビームを道路上の車両進行方向に投射し、送信波と車両からの反射波との間のドップラー効果を利用して車両の速度を計測するもので、マイクロ波を利用して速度を計測する装置と比べ電波法の制約を受けないため、扱いやすさがメリットになっている。
気温や風等による感知特性の変動の問題があるが、交通量、占有率の計測等多用途への適用も可能で、感知精度も超音波式車両感知器と同等である。